# Émile Mercier
Émile Mercier fue un deportista francés que compitió en tiro con arco, en la modalidad de arco recurvo. Participó en los Juegos Olímpicos de París 1900, obteniendo una medalla de bronce en la prueba au chapelet 50 m.

## Palmarés internacional
| Juegos Olímpicos | Juegos Olímpicos | Juegos Olímpicos  | Juegos Olímpicos |
| Año              | Lugar            | Medalla           | Prueba           |
| ---------------- | ---------------- | ----------------- | ---------------- |
| 1900             | París (Francia)  | Medalla de bronce | Au chapelet 50 m |